# Greg Draper
Gregory Alexander "Greg" Draper (13 de agosto de 1989) é um futebolista profissional neozelandês que atua como atacante.

## Carreira
Greg Draper fez parte do elenco da Seleção Neozelandesa de Futebol nas Olimpíadas de 2008.